# White Star Line
Công ty Oceanic Steam Navigation (Oceanic Steam Navigation Company, thường được biết tới với tên White Star Line) là một công ty vận tải của Anh Quốc, nổi tiếng nhất là từ những con tàu vận tải xa hoa xấu số của nó bao gồm RMS Titanic và chị em của Titanic là tàu HMHS Britannic. Năm 1933, công ty này sáp nhập với đối thủ chính của nó là Cunard Line và hoạt động cho đến ngày nay.